# Takagi Akimitsu

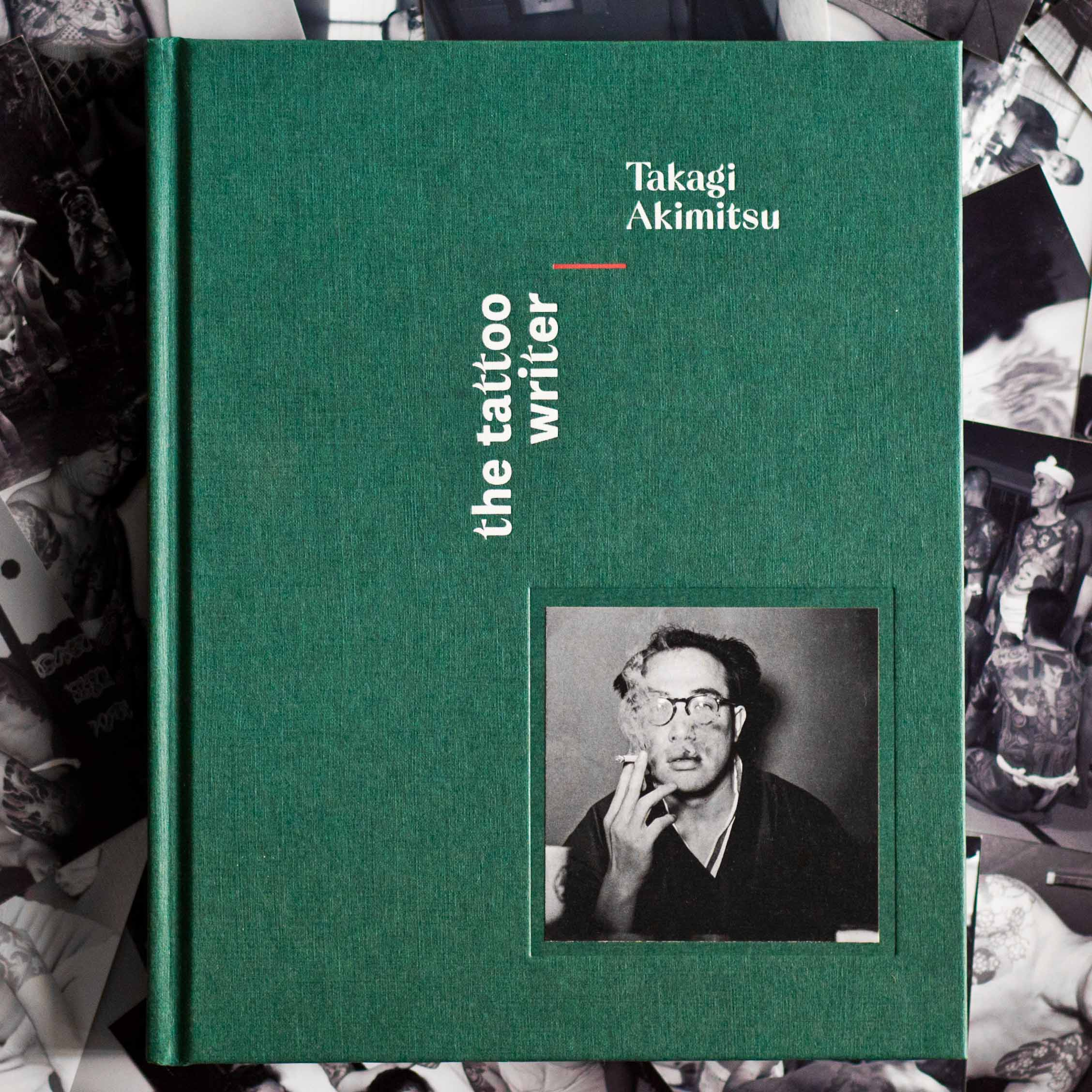
Livre des photographies sur le milieu du tatouage à Tokyo dans les années 1950 prises par Akimitsu Takagi, 2022.

 (mai 2019).
Pour les articles homonymes, voir Takagi (homonymie).
Takagi Akimitsu est un nom japonais traditionnel ; le nom de famille (ou le nom d'école), Takagi, précède donc le prénom (ou le nom d'artiste).
Takagi Akimitsu (高木 彬光, Takagi Akimitsu, 25 septembre 1920–9 septembre 1995), est le nom de plume de Seiichi Takagi, auteur japonais de romans policiers actif au cours de l'ère Shōwa.

## Biographie
Takagi nait à Aomori, dans la Préfecture du même nom, au nord du Japon. Il sort diplômé du lycée Daiichi (abrégé en Ichi-ko) et de l'Université Impériale de Kyoto, après avoir étudié la métallurgie. Il est ensuite employé à la Compagnie aéronautique Nakajima, mais perd son emploi à la suite de l'interdiction des industries militaires au Japon après la seconde Guerre Mondiale.
Écoutant les prédictions d'une voyante, Takagi décide de devenir écrivain. Il envoie la deuxième version de son premier roman policier, Irezumi, à l'auteur du genre le plus réputé de l'époque, Edogawa Ranpo, qui, reconnaissant son talent, le recommande à un éditeur. Il est publié en 1948 et devient un classique dans son pays.
Il reçoit le Tantei sakka club sho (Mystery Writers of Japan Award) pour son deuxième roman dans les années 1950.
Takagi est un expert judiciaire autodidacte et la plupart des héros de ses livres sont des procureurs ou des enquêteurs de police, à l'exception du personnage reccurrent de ses premières histoires, Kyosuke Kamizu, professeur adjoint à l'Université de Tokyo.
Takagi explore ensuite différentes formes de roman policier dans les années 1960, comme le roman policier historique, le roman picaresque, le roman procédural, ou encore des intrigues liées au milieu économique. Il sévit aussi dans un autre genre, celui de la science-fiction, avec l'uchronie.
Il jouit d'une certaine reconnaissance dans son pays puisque plusieurs de ses romans apparaissent sur la liste Tozai Mystery Best 100 établie en 1985 par Bungeishunjū.
Derrière l'écrivain, il y a aussi le photographe passionné par le tatouage traditionnel japonais. À l'occasion de l'écriture de son premier roman (Shisei Satsujin Jiken, 1948) Takagi entre en contact avec le milieu du tatouage à Tokyo. À l'aide de son appareil moyen format, il commence à le documenter. Dans les années 1950, il photographie ainsi les plus grands tatoueurs de l'époque, leurs client(e)s et leurs tatouages, créant une archive aussi inédite que rare. Découvertes en 2017 par le journaliste français Pascal Bagot, spécialiste du tatouage au Japon, ces images ont été rassemblées dans un livre intitulé  The Tattoo Writer et publié en 2022. Elles le consacrent comme l'un des plus importants témoins de l'histoire du tatouage au Japon du XXe siècle.
Akimitsu Takagi subit à plusieurs reprises des accidents vasculaires cérébraux à partir de 1979, et meurt en 1995.

## Œuvre

### Roman traduit en français
- (ja) 刺青殺人事件 (Shisei satsujin jiken), Tokyo, 岩谷書店 (Iwatami Shoten), coll. « Hōseki sensho »,‎ 1948 (OCLC 47447606)Publié en France sous le titre Irezumi, traduit par Mathilde Tamae-Bouhon, Paris, Denoël, coll. « Sueurs froides », 2016  (ISBN 978-2-207-11871-9), réédition, Paris, Folio, coll. « Folio policier » no 855, 2018  (ISBN 978-2-07-278264-0)

### Romans non traduits (liste non exhaustive)
- (ja) 呪縛の家 (Jubaku no ie), Tokyo, 和同出版社 (Wadō Shuppansha),‎ 1954 (OCLC 673952627)
- (ja) 人形はなぜ殺される (Ningyō wa naze korosareru), Tokyo, 大日本雄弁会講談社 (Dai Nihon Yūbenkai Kōdansha),‎ 1955 (OCLC 674165559)
- (ja) 成吉思汗の秘密 (Jingisu kan no himitsu), Tokyo, 光文社 (Kōbunsha),‎ 1958 (OCLC 672841587)
- (ja) 白昼の死角 : 長編推理小說 (Hakuchū no shikaku : Chōhen suiri shōsetsu), Tokyo, 光文社 (Kōbunsha),‎ 1960 (OCLC 673366198)
- (ja) 密告者 (Mikkokusha), Tokyo, 光文社 (Kōbunsha),‎ 1965 (ISBN 4334020909)